# Julia Nickson-Soul
Julia Nickson-Soul (ur. 11 września 1958) – aktorka pochodzenia singapurskiego.

## Życiorys
Urodziła się w Singapurze jako Julia Nickson, posiada korzenie brytyjskie oraz chińskie. Przez sześć lat, od 1987 do 1993 roku, była żoną amerykańskiego aktora Davida Soula. W roku 1988 urodziła im się córka, China.
Uwagę przykuła rolą Wietnamki Co Bao w filmie akcji Rambo II (1985) z Sylvestrem Stallone. Wystąpiła także w amerykańsko-kanadyjskim thrillerze o tematyce LGBT Ethan Mao (2004) oraz w niezależnym filmie amerykańskim Half-Life (2008). Gościnnie zagrała w licznych serialach telewizyjnych.